# The Voice of Reason
The Voice of Reason es el vigesimosegundo y último episodio de la serie de televisión The Outer Limits. Fue estrenado en su emisión original el 20 de agosto de 1995 y dirigido por Neil Fearley con guion de Brad Wright, quien ya escribiera otros episodios.
Lo que hace especial a este episodio es que se trata de un episodio que se podría llamar de los «mejores momentos», pero desde la serie le dan un toque especial y consiguen que no sea una mera sucesión de imágenes de otros episodios. En el último episodio de la tercera temporada vuelven a emitir un episodio parecido, en este caso es un periodista el que quiere desvelar la verdad sobre los casos del gobierno.
En el episodio intervienen estrellas conocidas sobre todo en EUA como son; Gordon Clapp, Lochlyn Munro y Don S. Davis. Tuvo una buena recepción obteniendo un 7.1 sobre 10 en IMDb.com.

## Voz en off
Como casi siempre en la serie después del título del episodio y al final del mismo Kevin Conway en su versión original pronuncia dos textos que se relacionan con la trama del episodio.
Voz en off inicial

What is our last line of defense? Is it the military, with all of their power and might? Or is it the courage of a solitary man?
Kevin ConwayThe Voice of Reason (inicio)

Voz en off final

Sleep soundly in the knowledge that the dawn will come. Rest assured that our leaders are watching over us. But beware. For it is only their vigilance that stands between our restful slumber... and the end of the world.
Kevin ConwayThe Voice of Reason (final)

## Argumento
Randall Strong, un exmiembro del ejército de inteligencia, intenta convencer a los miembros del comité de que la Tierra está siendo invadida en secreto por alienígenas, por ello pide que se abra una investigación oficial y se responda a las amenazas. 

### Análisis del argumento
Durante todo el episodio Randall Strong presenta pruebas de las supuestas invasiones alienígenas. El espectador, dentro de la ficción de la serie, sabe que son ciertas, pero Strong debe convencer al comité con las pruebas que presenta.
Poco a poco va mostrando al comité y al televidente objetos, grabaciones o evidencias que demuestran las diferentes incursiones de los alienígenas. Empieza analizando el caso que aparece en el primer episodio titulado The Sandkings (I y II) para ello muestra al comité una cinta de vídeo grabada por el D. Simon Kress en la que se le ve hablando sobre el experimento de los arenícolas que recogió del laboratorio cuando fueron encontrados en Marte.
En un segundo intento hace oír una grabación en audio de lo que ocurrió en la nave espacial en el episodio The Voyage Home en la que un ente se infiltró en la nave haciendo que finalmente uno de los tripulantes decidiera destruirla antes de llegar a la Tierra.
Luego prosigue enseñando el caparazón que aparece en Caught in the Act que aterrizó en el cuarto de Ana Valesic - interpretada por Alyssa Milano - en el que viajaba un alienígena que se infiltró en el cuerpo de la chica haciéndole «capturar» hombres para alimentarse a través de la sexualidad.    
Antes del último intento Randall consigue hablar sobre la enzima alien - If These Walls Could Talk - que era capaz de absorber materia viva o muerta y que se encontraba en una casa, haciendo que todo aquel que entrara desapareciera.
Finalmente, comenta el caso del cura que fue dotado con capacidades aliens en el episodio Corner of the Eye.
Aunque también aparece el episodio The New Bread se especifica que la causa del experimento fallido no fue la intervención de aliens sino un fracaso científico.
En la recta final del episodio se consigue que no se den por válidos los argumentos de Randall y es enviado a la cárcel.

## Reparto
| Actor              | Personaje        |
| ------------------ | ---------------- |
| Gordon Clapp       | Randall Strong   |
| Lochlyn Munro      | Waters           |
| Don S. Davis       | General Callahan |
| Daniel J. Travanti | Thornwell        |
| Kate Robbins       | Perry            |
| Gillian Barber     | Fisk             |
| D. Neil Mark       | Guardia          |
| David Birznieks    | Horner           |